# Nglampir
Nglampir is een bestuurslaag in het regentschap Tulungagung van de provincie Oost-Java, Indonesië. Nglampir telt 2468 inwoners (volkstelling 2010).